# Profago
Il profago è il genoma di un batteriofago lisogeno integrato nel cromosoma di un batterio ospite in forma latente.

Un profago

Il profago è integrato nel DNA dell'ospite e viene duplicato esattamente come i geni batterici. In seguito, tramite un processo chiamato induzione, il profago può venire escisso dal genoma batterico e dare origine a un DNA fagico libero, che intraprende un ciclo litico. Una volta libero, il DNA virale stravolge le funzioni della cellula ospite convertendole alla produzione di un gran numero di particelle fagiche. Per effetto di questa infezione litica, il batterio muore. La riattivazione del ciclo litico è spesso innescata da segnali molecolari di danneggiamento o stress dell'ospite.
I batteri contenenti i profagi sono detti batteri lisogeni.